# Otionigera acuticornis
Otionigera acuticornis är en tvåvingeart som beskrevs av Lindner 1966. Otionigera acuticornis ingår i släktet Otionigera och familjen vapenflugor.
Artens utbredningsområde är Madagaskar. Inga underarter finns listade i Catalogue of Life.